# Orange Moldova
«Orange Moldova» S.A. (рум. Societatea pe Acţiuni "Orange Moldova" — Акционерное общество «Orange Moldova») — телекоммуникационная компания в Республике Молдова.
Предоставляет услуги мобильной связи, беспроводного мобильного интернета в стандартах GSM и UMTS, беспроводного мобильного интернета по технологии 3G, 4G, услуги фиксированной связи (только для юридических лиц), услуги проводного широкополосного интернета и цифрового телевидения под брендом Orange.
С момента запуска сети — 27 октября 1998 по 24 апреля 2007 года включительно компания называлась Voxtel, а с 25 апреля 2007 года перешла на новый бренд.
Orange Moldova — первый мобильный оператор в мире, запустивший технологию HD Voice в своей сети.

## Общие сведения

### Используемые стандарты мобильной связи
Orange имеет сеть в трёх стандартах — GSM, UMTS и LTE.
Сеть в стандарте GSM полностью оснащена технологиями CSD, GPRS и EDGE.
При передаче данных посредством технологии CSD скорость скачивания и закачивания достигает 9,6 Кбит/c, при использовании GPRS — 56 Кбит/c, при использовании EDGE — 236,8 Кбит/c.
Сеть в стандарте UMTS полностью оснащена технологиями HSDPA и HSUPA. При передаче данных посредством «чистой» технологии UMTS скорость передачи данных достигает 384 Кбит/c. При использовании HSDPA скорость скачивания достигает — 42,2 Мбит/c. При использовании HSUPA для закачивания скорость достигает — 5,76 Мбит/c. 21 декабря 2009 года было объявлено о повышении скорости скачивания до 21,6 Мбит/с, а 27 мая 2011 года было объявлено о повышении скорости скачивания до 42 Мбит/с
Сеть в стандарте LTE оснащена технологией LTE Advanced. При передаче данных посредством этой технологии скорость передачи данных достигает 150 Мбит/с.

### Используемые частоты
Orange имеет две лицензии, которые дают ей право предоставлять услуги мобильной связи в трёх стандартах и в четырёх диапазонах частот — 900 МГц и 1800 МГц в стандарте GSM; 2100 МГц в стандарте UMTS, 2600 МГц в стандарте LTE.
В стандарте GSM разрешено использование частот 890—919 МГц для нижней полосы частот, 935—960 МГц для верхней полосы частот, район 1800 МГц.
В стандарте UMTS присвоены полосы частот в режиме FDD — 1935,3-1950,1/2125,3-2140,1 МГц и в режиме TDD — 1899,9-1904,9 МГц и с общей шириной полосы частот 34,6 МГц.

### Используемые ресурсы нумерации
В Молдавии ресурсы нумерации являются собственностью государства и выдаются во временное пользование оператору, обычно на срок 10 лет. Как правило, единоразово выдаётся целый стотысячный блок телефонных номеров. Ответственным за выдачу является Национальное Агентство по Регулированию в области Электронных Коммуникаций и Информационных Технологий Республики Молдова (НАРЭКИТ). За аренду одного телефонного номера Orange обязана платить 0,20 леев в год и ежегодно до 31 января предоставлять в НАРЭКИТ отчёт об использовании выданных ей ресурсов нумерации. В случае если Orange будет использовать выданную нумерацию менее чем на 60 %, то такое использование будет считаться неэффективным и НАРЭКИТ вправе отобрать выданные ранее телефонные номера. Кроме того, Orange не вправе получить новый блок телефонных номеров если ранее выданные телефонные номера задействованы менее чем на 60 %.

### Негеографические ресурсы нумерации
В международном формате номера Orange для мобильной связи имеют вид:
```
+373 60 xx-xx-xx
+373 68 xx-xx-xx
+373 69 xx-xx-xx
```

где + — способ выхода на международную линию; 373 — телефонный код Молдавии; 60, 68 и 69 — телефонные коды мобильной сети выданные в пользование оператору; x — любая возможная цифра.
В национальном формате вместо +373 используется 0, и номера имеют длину в девять цифр:
```
0 60 xx-xx-xx
0 68 xx-xx-xx
0 69 xx-xx-xx
```

Итого на 24 февраля 2011 года в распоряжении оператора 3 миллиона номеров для мобильной связи.
| Хронологический порядок выдачи оператору телефонных номеров                                 | Хронологический порядок выдачи оператору телефонных номеров | Хронологический порядок выдачи оператору телефонных номеров | Хронологический порядок выдачи оператору телефонных номеров | Хронологический порядок выдачи оператору телефонных номеров                                   | Хронологический порядок выдачи оператору телефонных номеров                                   | Хронологический порядок выдачи оператору телефонных номеров                                   | Хронологический порядок выдачи оператору телефонных номеров                                   | Хронологический порядок выдачи оператору телефонных номеров |
| ------------------------------------------------------------------------------------------- | ----------------------------------------------------------- | ----------------------------------------------------------- | ----------------------------------------------------------- | --------------------------------------------------------------------------------------------- | --------------------------------------------------------------------------------------------- | --------------------------------------------------------------------------------------------- | --------------------------------------------------------------------------------------------- | ----------------------------------------------------------- |
|                                                                                             |                                                             |                                                             |                                                             |                                                                                               |                                                                                               |                                                                                               |                                                                                               |                                                             |
| Для мобильной связи (негеографические номера)                                               | Для мобильной связи (негеографические номера)               | Для мобильной связи (негеографические номера)               | Для мобильной связи (негеографические номера)               |                                                                                               | Для фиксированной проводной связи (географические номера)                                     | Для фиксированной проводной связи (географические номера)                                     | Для фиксированной проводной связи (географические номера)                                     | Для фиксированной проводной связи (географические номера)   |
| Ресурс нумерации (в международном формате)*                                                 | Дата выдачи (дд.мм.гггг)                                    | Действителен до (дд.мм.гггг)                                | Выдан на                                                    | Ресурс нумерации (в международном формате)**                                                  | Дата выдачи (дд.мм.гггг)                                                                      | Действителен до (дд.мм.гггг)                                                                  | Выдан на                                                                                      |                                                             |
| +373 69 1х-хх-хх                                                                            | 06.03.1998                                                  | 06.03.2013                                                  | 15 лет                                                      | для муниципия Кишинэу                                                                         | для муниципия Кишинэу                                                                         | для муниципия Кишинэу                                                                         | для муниципия Кишинэу                                                                         |                                                             |
| +373 69 2х-хх-хх                                                                            | 06.03.1998                                                  | 06.03.2013                                                  | 15 лет                                                      | +373 22 81-5x-xx                                                                              | 01.08.2009                                                                                    | 01.08.2019                                                                                    | 10 лет                                                                                        |                                                             |
| +373 69 3х-хх-хх                                                                            | 19.07.2002                                                  | 19.07.2012                                                  | 10 лет                                                      | +373 22 85-3x-xx                                                                              | 01.08.2009                                                                                    | 01.08.2019                                                                                    | 10 лет                                                                                        |                                                             |
| +373 69 0х-хх-хх                                                                            | 26.06.2003                                                  | 26.06.2013                                                  | 10 лет                                                      | +373 22 85-4x-xx                                                                              | 01.08.2009                                                                                    | 01.08.2019                                                                                    | 10 лет                                                                                        |                                                             |
| +373 69 4х-хх-хх                                                                            | 28.11.2003                                                  | 28.11.2013                                                  | 10 лет                                                      | +373 22 85-5x-xx                                                                              | 01.08.2009                                                                                    | 01.08.2019                                                                                    | 10 лет                                                                                        |                                                             |
| +373 69 5х-хх-хх                                                                            | 04.03.2004                                                  | 04.03.2014                                                  | 10 лет                                                      | +373 22 85-6x-xx                                                                              | 01.08.2009                                                                                    | 01.08.2019                                                                                    | 10 лет                                                                                        |                                                             |
| +373 69 6х-хх-хх                                                                            | 21.09.2004                                                  | 21.09.2014                                                  | 10 лет                                                      | +373 22 85-7x-xx                                                                              | 01.08.2009                                                                                    | 01.08.2019                                                                                    | 10 лет                                                                                        |                                                             |
| +373 69 7х-хх-хх                                                                            | 17.01.2005                                                  | 17.01.2005                                                  | 10 лет                                                      | +373 22 85-8x-xx                                                                              | 01.08.2009                                                                                    | 01.08.2019                                                                                    | 10 лет                                                                                        |                                                             |
| +373 69 9х-хх-хх                                                                            | 10.06.2005                                                  | 10.06.2015                                                  | 10 лет                                                      | +373 22 87-6x-xx                                                                              | 01.08.2009                                                                                    | 01.08.2019                                                                                    | 10 лет                                                                                        |                                                             |
| +373 69 8х-хх-хх                                                                            | 21.11.2005                                                  | 21.11.2015                                                  | 10 лет                                                      | +373 22 85-1x-xx                                                                              | 18.12.2009                                                                                    | 18.12.2019                                                                                    | 10 лет                                                                                        |                                                             |
| +373 68 0х-хх-хх                                                                            | 02.11.2006                                                  | 02.11.2016                                                  | 10 лет                                                      | +373 22 85-2x-xx                                                                              | 18.12.2009                                                                                    | 18.12.2019                                                                                    | 10 лет                                                                                        |                                                             |
| +373 68 1х-хх-хх                                                                            | 15.05.2006                                                  | 15.05.2016                                                  | 10 лет                                                      | +373 22 85-9x-xx                                                                              | 18.12.2009                                                                                    | 18.12.2019                                                                                    | 10 лет                                                                                        |                                                             |
| +373 68 2х-хх-хх                                                                            | 15.05.2007                                                  | 15.05.2017                                                  | 10 лет                                                      | для муниципия Бельцы                                                                          | для муниципия Бельцы                                                                          | для муниципия Бельцы                                                                          | для муниципия Бельцы                                                                          |                                                             |
| +373 68 3х-хх-хх                                                                            | 17.07.2007                                                  | 17.07.2017                                                  | 10 лет                                                      | +373 231 80-x-xx                                                                              | 01.08.2009                                                                                    | 01.08.2019                                                                                    | 10 лет                                                                                        |                                                             |
| +373 68 4х-хх-хх                                                                            | 02.10.2007                                                  | 02.10.2017                                                  | 10 лет                                                      | +373 231 88-x-xx                                                                              | 01.08.2009                                                                                    | 01.08.2019                                                                                    | 10 лет                                                                                        |                                                             |
| +373 68 5х-хх-хх                                                                            | 30.11.2007                                                  | 30.11.2017                                                  | 10 лет                                                      | для города Кагул                                                                              | для города Кагул                                                                              | для города Кагул                                                                              | для города Кагул                                                                              |                                                             |
| +373 68 6х-хх-хх                                                                            | 23.01.2008                                                  | 23.01.2018                                                  | 10 лет                                                      | +373 299 80-x-xx                                                                              | 01.08.2009                                                                                    | 01.08.2019                                                                                    | 10 лет                                                                                        |                                                             |
| +373 68 7х-хх-хх                                                                            | 23.01.2008                                                  | 23.01.2018                                                  | 10 лет                                                      | для города Оргеев                                                                             | для города Оргеев                                                                             | для города Оргеев                                                                             | для города Оргеев                                                                             |                                                             |
| +373 68 8х-хх хх                                                                            | 05.06.2008                                                  | 05.06.2018                                                  | 10 лет                                                      | +373 235 8-0-x-xx                                                                             | 01.08.2009                                                                                    | 01.08.2019                                                                                    | 10 лет                                                                                        |                                                             |
| +373 68 9х-хх-хх                                                                            | 01.10.2008                                                  | 01.10.2018                                                  | 10 лет                                                      | для города Унгены                                                                             | для города Унгены                                                                             | для города Унгены                                                                             | для города Унгены                                                                             |                                                             |
| +373 60 0х-хх-хх                                                                            | 31.12.2008                                                  | 31.12.2018                                                  | 10 лет                                                      | +373 236 80-x-xx                                                                              | 01.08.2009                                                                                    | 01.08.2019                                                                                    | 10 лет                                                                                        |                                                             |
| +373 60 1х-хх-хх                                                                            | 08.06.2009                                                  | 08.06.2019                                                  | 10 лет                                                      | ** +373 — код Молдавии 22, 231, 299, 235, 236 — коды соответствующих регионов x — любая цифра | ** +373 — код Молдавии 22, 231, 299, 235, 236 — коды соответствующих регионов x — любая цифра | ** +373 — код Молдавии 22, 231, 299, 235, 236 — коды соответствующих регионов x — любая цифра | ** +373 — код Молдавии 22, 231, 299, 235, 236 — коды соответствующих регионов x — любая цифра |                                                             |
| +373 60 2х-хх-хх                                                                            | 30.11.2009                                                  | 30.11.2019                                                  | 10 лет                                                      | ** +373 — код Молдавии 22, 231, 299, 235, 236 — коды соответствующих регионов x — любая цифра | ** +373 — код Молдавии 22, 231, 299, 235, 236 — коды соответствующих регионов x — любая цифра | ** +373 — код Молдавии 22, 231, 299, 235, 236 — коды соответствующих регионов x — любая цифра | ** +373 — код Молдавии 22, 231, 299, 235, 236 — коды соответствующих регионов x — любая цифра |                                                             |
| +373 60 3х-хх-хх                                                                            | 19.02.2010                                                  | 19.02.2020                                                  | 10 лет                                                      | ** +373 — код Молдавии 22, 231, 299, 235, 236 — коды соответствующих регионов x — любая цифра | ** +373 — код Молдавии 22, 231, 299, 235, 236 — коды соответствующих регионов x — любая цифра | ** +373 — код Молдавии 22, 231, 299, 235, 236 — коды соответствующих регионов x — любая цифра | ** +373 — код Молдавии 22, 231, 299, 235, 236 — коды соответствующих регионов x — любая цифра |                                                             |
| +373 60 4х-хх-хх                                                                            | 19.02.2010                                                  | 19.02.2020                                                  | 10 лет                                                      | ** +373 — код Молдавии 22, 231, 299, 235, 236 — коды соответствующих регионов x — любая цифра | ** +373 — код Молдавии 22, 231, 299, 235, 236 — коды соответствующих регионов x — любая цифра | ** +373 — код Молдавии 22, 231, 299, 235, 236 — коды соответствующих регионов x — любая цифра | ** +373 — код Молдавии 22, 231, 299, 235, 236 — коды соответствующих регионов x — любая цифра |                                                             |
| * +373 — код Молдавии 60, 68, 69 — коды оператора для услуг мобильной связи x — любая цифра |                                                             |                                                             |                                                             |                                                                                               |                                                                                               |                                                                                               |                                                                                               |                                                             |
|                                                                                             |                                                             |                                                             |                                                             |                                                                                               |                                                                                               |                                                                                               |                                                                                               |                                                             |
| Для услуг фиксированного Интернета посредством технологии Dial-Up (негеографические номера) |                                                             |                                                             |                                                             |                                                                                               |                                                                                               |                                                                                               |                                                                                               |                                                             |
| Ресурс нумерации (в национальном формате)                                                   | Дата выдачи (дд.мм.гггг)                                    | Действителен до (дд.мм.гггг)                                | Выдан на                                                    |                                                                                               |                                                                                               |                                                                                               |                                                                                               |                                                             |
| 82128212                                                                                    | 01.08.2009                                                  | 01.08.2019                                                  | 10 лет                                                      |                                                                                               |                                                                                               |                                                                                               |                                                                                               |                                                             |

### Мобильный код сети (Mobile Network Code)
```
259 01
     MCC MNC
```

где 259 — мобильный код Молдавии (Mobile Country Code), 01 — мобильный код сети Orange Moldova (Mobile Network Code).
Отображение на дисплее: Orange, MD Orange, или 259 01 в зависимости от типа телефона, версии прошивки или даты изготовления SIM-карты.

## Акционеры

### Октябрь 1998 года
На момент запуска оператора в состав его акционеров входило 5 компаний:
- France Télécom — 51 %
- Moldavian Mobile Telephone Bis (первоначально принадлежала молдавским бизнесменам, затем продана датской компании GN Store Nord?!) — 30 %
- Moldtelecom — 10 %
- IFC — 5 %
- MobilRom (впоследствии переименована в Orange România) — 4 %

### Февраль 2006 года
В феврале Moldtelecom продаёт все 10 % ранее принадлежавших ей акций другому акционеру — France Télécom.
- France Télécom — 61 %
- Moldavian Mobile Telephone Bis — 30 %
- IFC — 5 %
- Orange România — 4 %

### Август 2007 года
В августе 2007 года компания France Télécom дополнительно к уже имеющимся приобрела 33,3 % акций за 103 млн евро. У кого именно они были куплены пока неизвестно. Оставшийся акционер (или акционеры) также не сообщаются.
- France Télécom — 94,3 %

## Руководство
| Имя на русском языке  | Имя на оригинальном языке | Должность                                                   |
| Генеральные менеджеры | Генеральные менеджеры     | Генеральные менеджеры                                       |
| --------------------- | ------------------------- | ----------------------------------------------------------- |
| Люк Солант            | Luc Solente               | Генеральный менеджер (с октября 1998 по сентябрь 2003 год)  |
| Франсис Желибтер      | Francis Gelibter          | Генеральный менеджер (с сентября 2003 по август 2006)       |
| Бруно Дютуа           | Bruno Duthoit             | Генеральный менеджер (с августа 2006 по 10 ноября 2008)     |
| Людмила Климок        | Ludmila Climoc            | Генеральный менеджер (с 11 ноября 2008 по настоящий момент) |
| Другое руководство    |                           |                                                             |
| Микаэль Фор           | Mickael Faure             | Директор по маркетингу и коммуникациям                      |
| Сергей Постика        | Sergiu Postica            | Директор по стратегии и развитию бизнеса                    |
| Виктория Мустяцэ      | Victoria Musteaţă         | Координатор по связям с общественностью                     |
| Максим Трофилов       | Maxim Trofilov            | Лидер prepaid рынка                                         |
| Людмила Липкану       | Ludmila Lipcanu           | Лидер postpaid рынка                                        |
| Ион Лунгу             | Ion Lungu                 | Координатор мультимедиа                                     |
| Диана Рэйляну         | Diana Răileanu            | Координатор мультимедиа                                     |
| Андрей Пряшка         | Andrei Preasca            | Директор по корпоративным продажам                          |
| Вячеслав Роман        | Veaceslav Roman           | Технический директор                                        |
| Адела Гедон           | Adela Guedon              | Финансовый директор                                         |
| Вадим Марченко        | Vadim Marcenco            | Менеджер Службы Заботы о Клиентах                           |
| Адела Маржине         | Adela Margine             | Менеджер по персоналу                                       |
| Ливия Гурдуза         | Livia Gurduza             | Главный бухгалтер                                           |
| Павел Петря           | Pavel Petrea              | Координатор по роумингу                                     |
| Наталья Лупу          | Natalia Lupu              | Координатор по взаимоподключению и оптовым продажам         |
| Сергей Михайлов       | Mihailov Sergiu           | Начальник отдела оптимизации сети                           |

## История развития

### До 1998 года — NMT-оператор и получение GSM-лицензии

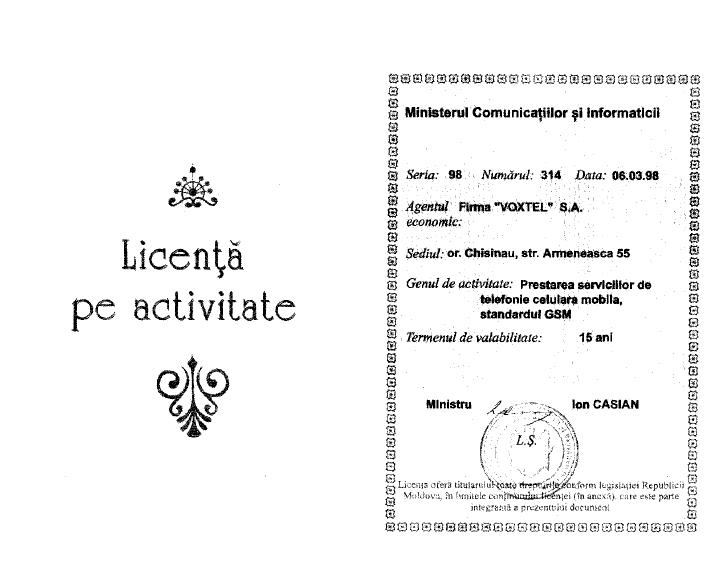
Главная страница лицензии Orange

С 1996 года в Молдавии существовала мобильная связь в стандарте NMT в диапазоне частоты 450 МГц. Она предоставлялась компанией MMT — Moldavian Mobile Telephone. Во главе компании находился Иван Мушук. Территория покрытия данной сети частично охватывала муниципии Кишинёв и Бельцы, а абонентам выдавались шестизначные городские кишинёвские номера телефонов формата 59xxxx. Эта компания впоследствии стала одним из акционеров нового GSM-оператора. Согласно договорённости, при запуске GSM-оператора все абоненты из стандарта NMT (на момент закрытия около 2000 абонентов) были переведены в стандарт GSM, сеть прекратила своё существование, а прежние номера были заменены другими, уже в сетевом коде нового оператора.
В результате международного конкурса 1997 года акционерное общество «Voxtel» (рум. "Voxtel" S.A.), созданное в феврале 1998 года, получило лицензию. Лицензия (серия 98, номер 314 от 7 августа 1997 с изменениями от 6 марта 1998) на предоставление услуг мобильной связи в стандарте GSM была выдана Министерством Связи и Информатики Молдовы 6 марта 1998 года на срок 15 лет (до 6 марта 2013 года) и подписана министром Ионом Касьян. За неё в бюджет Молдавии была уплачена сумма в 8 млн долларов США и, впоследствии, ещё 1,68 млн долларов США за дополнительные частоты.

#### Основные условия GSM-лицензии
Выданная лицензия предоставляла оператору право оказания услуг мобильной связи в стандарте GSM сроком на 15 лет с возможностью последующего продления. Обладатель лицензии, согласно её условиям, должен предоставлять основные услуги стандарта GSM согласно определениям в документе Ассоциации GSM MoU (англ. GSM Memorandum of Understanding Association) Document SE.03.
Из условий лицензии главным и основным обязательством оператора с момента коммерческого запуска сети является предоставление всех услуг непрерывно в течение 24 часов в сутки и 7 дней в неделю. В лицензии также присутствовали определённые условия покрытия территории, которые оператор должен был выполнить.
| Конец какого года работы                                                                            | Покрытые населённые пункты *                              | % покрытия населения       |
| --------------------------------------------------------------------------------------------------- | --------------------------------------------------------- | -------------------------- |
| 1 год                                                                                               | муниципий Кишинёв муниципий Бельцы                        | 20 %                       |
| 2 год                                                                                               | дорога Кишинёв-Бельцы город Оргеев дорога Кишинёв-Леушены | 40 %                       |
| 3 год                                                                                               | дорога Кишинёв-Бендеры город Сороки                       | 45 %                       |
| 4 год                                                                                               | дорога Бельцы-Черновцы                                    | 56 %                       |
| после 4 лет                                                                                         | согласно требованиям рынка                                | согласно требованиям рынка |
| * при покрытии дорог должны быть также покрыты населённые пункты, через которые эти дороги проходят |                                                           |                            |
| Примечание: Покрытой считается территория, если уровень сигнала на ней равен или превышает 92 dBm   |                                                           |                            |

Технические параметры сети должны были иметь следующие показатели:
1. Call blocking rate < 2 %
2. Drop calls rate < 2 %
3. Чувствительность базовых станций как минимум 107 dBm

### 1998 год — запуск сети
Коммерческий запуск сети состоялся 27 октября 1998 года. Первый звонок был совершён в кишинёвском аэропорту президентом Франции — Жаком Шираком в присутствии президента Молдавии — Петра Лучинского и многочисленной прессы.
Оператор носил имя Voxtel. Корпоративным цветом компании был выбран оттенок зелёного (#008A5F в цветовой модели RGB). Логотип оператора также содержал красный цвет. Девиз оператора — рум. «Se gândeşte la tine!» — в переводе с румынского языка означал «Думая о Вас!» Первым генеральным менеджером стал гражданин Франции — Люк Солант.
В день запуска сети территория покрытия включала кишинёвский аэропорт; сектора Рышкановку, Боюканы и Центр муниципия Кишинёв; и, частично, муниципий Бэлць.
Первоначально оператору были выданы 100 000 телефонных номеров в коде 91. Набор телефонных номеров оператора на тот момент времени происходил следующим образом:
```
    91xxxxx при внутрисетевых вызовах Voxtel-Voxtel
  8291xxxxx при наборе из муниципия Кишинёв
  0291xxxxx при наборе из других населённых пунктов Молдавии, а также из Румынии
804291xxxxx при наборе из стран 
СНГ

+37391xxxxx при наборе из других международных номеров
```

### 1999 год — выход первого конкурента
9 сентября 1999 года в коммерческую эксплуатацию запускается сеть оператора IDC. Оператор работает в стандарте CDMA и только в приднестровском регионе. Разрешение на работу давало правительство Приднестровской Молдавской Республики, без участия официальных молдавских властей.

### 2000 год — приход второго оператора

Старый логотип предоплаченного пакета Tempo (2000—2007 годов)

В момент своего запуска, в 1998 году, Voxtel был единственным мобильным оператором в стране. По условиям лицензии, выданной правительством Молдавии он должен был обладать эксклюзивным правом на предоставление услуг мобильной связи на территории страны в течение 5 лет. Однако, несмотря на данное обещание, в 1999 году была выдана вторая GSM-лицензия, и в апреле 2000 года запущен второй GSM-оператор в Молдавии — Moldcell.
В связи с появлением конкурента, незадолго до запуска его сети, Orange (тогда ещё Voxtel) изменил политику предоставления услуг только на основе контракта с абонентом и 5 апреля 2000 года вывел на рынок пакет предоплаченной связи Tempo, который на тот момент являлся новинкой на молдавском рынке. Новизна состояла в том, что в пакете отсутствовала ежемесячная обязательная плата. Кроме того не надо было предоставлять свои личные данные и подписывать с оператором договор. Логотип и цветовая гамма пакета отличалась от основных, используемых Voxtel. Пакет имел собственный лозунг — рум. "În ritmul tău" («В твоём ритме»). Запуск пакета Tempo сопровождался песней молдавской группы Zdob şi Zdub «Tempo — în ritmul tău». Перезарядные карты, с помощью которых можно было пополнить счёт, отличались от остальных, используемых абонентами контрактной формы обслуживания, и содержали только логотип и окраску Tempo. Номинал этих карт выражался одновременно в двух видах секунд и минут. Первый вид содержал количество времени для переговоров с другими операторами в пределах Молдавии, а второй вид — количество времени для переговоров внутри сети Voxtel (включая абонентов пакета Tempo). Соотношение первого и второго количества было один к двум. Доступные средства в мобильном телефоне также выражались в секундах и минутах. Тарификация звонков в пакете производилась по 30 секунд с округлением в большую сторону.
25 апреля 2000 года оператор внедрил кодек EFR в свою сеть.
19 мая 2000 года была запущена услуга по передаче коротких сообщений — SMS. При запуске услуги отправлять и получать сообщения можно было только внутри собственной сети.

### 2001 год — первый рекорд
К лету 2001 года количество абонентов приближалось к 100 000. Как следствие этого, 29 июня 2001 года был запущен второй стотысячный блок телефонных номеров в коде 92xxxxx.
1 ноября 2001 года тарификация звонков на Tempo становится по 6 секунд с округлением в большую сторону. Ранее тарификация производилась по 30 секунд.
22 ноября 2001 года к сети подключено 100 000 абонентов.
5 декабря 2001 года введён обмен SMS с другим GSM-оператором.

### 2002 год — изменения в наборе
8 марта 2002 года была запущена услуга VoIP для международных звонков.
15 декабря 2002 года произошли небольшие изменения в Плане Нумерации, в результате которых при звонках на номера Voxtel из муниципия Кишинёв изменились правила набора.
| Направление                                      | Старый порядок набора (до 14 декабря 2002) | Новый порядок набора (с 15 декабря 2002) |
| ------------------------------------------------ | ------------------------------------------ | ---------------------------------------- |
| при наборе абонентов Voxtel из муниципия Кишинёв | 8 гудок 291xxxxx                           | 0291xxxxx                                |
| при наборе абонентов Voxtel из муниципия Кишинёв | 8 гудок 292xxxxx                           | 0292xxxxx                                |
| при наборе абонентов Voxtel из муниципия Кишинёв | 8 гудок 293xxxxx                           | 0293xxxxx                                |

В течение двух месяцев, с 15 декабря 2002 по 15 февраля 2003 при наборе кода 8, абонент информировался посредством голосового сообщения о замене кода 8 на код 0.

### 2003 год

#### «Телефонная война»
С сентября 2003 года прекратился прямой дозвон на номера стационарных телефонов Приднестровья. В сети Orange начались неполадки со связью, так как Приднестровье начало блокировать связь при помощи специальной антенны, в ответ на размещение антенны, блокирующей мобильную сеть Приднестровья. Конфликт был исчерпан в результате переговоров.

#### Новый национальный план нумерации
1 ноября 2003 года в Молдавии произошла смена системы нумерации, в результате чего порядок набора номеров, короткие номера и телефонные коды некоторых операторов изменились.
Начиная с сентября 2003 года Voxtel во всех официальных магазинах стал предлагать буклеты с подробным описанием изменений в номерах и способе их набора.
| Направление                                                                           | Старый порядок набора (до 31 октября 2003) | Новый порядок набора (с 1 ноября 2003) |
| ------------------------------------------------------------------------------------- | ------------------------------------------ | -------------------------------------- |
| при внутрисетевых вызовах Voxtel↔Voxtel                                               | 90xxxxx                                    | 0690xxxxx                              |
| при внутрисетевых вызовах Voxtel↔Voxtel                                               | 91xxxxx                                    | 0691xxxxx                              |
| при внутрисетевых вызовах Voxtel↔Voxtel                                               | 92xxxxx                                    | 0692xxxxx                              |
| при внутрисетевых вызовах Voxtel↔Voxtel                                               | 93xxxxx                                    | 0693xxxxx                              |
| при наборе абонентов Voxtel из других мобильных или фиксированных операторов Молдавии | 0290xxxxx                                  | 0690xxxxx                              |
| при наборе абонентов Voxtel из других мобильных или фиксированных операторов Молдавии | 0291xxxxx                                  | 0691xxxxx                              |
| при наборе абонентов Voxtel из других мобильных или фиксированных операторов Молдавии | 0292xxxxx                                  | 0692xxxxx                              |
| при наборе абонентов Voxtel из других мобильных или фиксированных операторов Молдавии | 0293xxxxx                                  | 0693xxxxx                              |
| при наборе абонентов Voxtel из международных номеров                                  | +37390xxxxx                                | +373690xxxxx                           |
| при наборе абонентов Voxtel из международных номеров                                  | +37391xxxxx                                | +373691xxxxx                           |
| при наборе абонентов Voxtel из международных номеров                                  | +37392xxxxx                                | +373692xxxxx                           |
| при наборе абонентов Voxtel из международных номеров                                  | +37393xxxxx                                | +373693xxxxx                           |

Старый и новый порядки набора действовали параллельно на протяжении трёх месяцев — до 31 января 2004 года, после чего сохранялись только новые правила.

#### Первая попытка выйти из бизнеса
Впервые выдать третью сотовую лицензию в Молдавии было решено ещё в начале 2003 года, однако тогда речь шла о стандарте GSM (такую схему предложил Всемирный банк). В тот год правительство в очередной раз пыталось приватизировать «Молдтелеком», и для повышения его привлекательности было решено выдать ему GSM-лицензию. Цена лицензии была установлена на уровне 1 млн долларов, причем для её получения от «Молдтелекома» требовалось создать отдельное сотовое дочернее предприятие. Это предприятие так и не было создано, и «Молдтелеком» не получил GSM-лицензии.
В 2003 году контролирующий акционер Voxtel — французский оператор France Télécom задумался о выходе из молдавского бизнеса. К такому шагу его подтолкнула смена правил по ходу игры.

### 2004 год
26 февраля 2004 был подключен абонент 300 000.

### 2005 год
Весной количество абонентов составляло 500 тысяч абонентов. По этому поводу были проведены развлекательные мероприятия в некоторых городах страны. Абоненты оператора имели возможность бесплатного их посещения в пределах 9000 доступных мест.
14 сентября запущены услуги на основе технологии GPRS.
В октябре количество абонентов составило 600 тысяч.

#### Вторая попытка выйти из бизнеса
В марте 2005 года правительство Молдавии решило выдать третью лицензию на оказание услуг мобильной связи — на этот раз в стандарте CDMA-450.
В 2005 году акционеры рассматривали возможность продажи оператора российскому оператору мобильной связи — МТС. Причинами рассмотрения такой возможности стали несоблюдение правительством Молдавии своих обязательств, а также нестабильная политическая ситуация в стране, отрицательно влиявшая на ведения бизнеса иностранными инвесторами. Однако сделка по продаже так и не состоялась.

### 2006 год — «Год клиента»

Реклама перехода на деньги пакета Tempo (весна 2006 года)

2006 год был объявлен «годом клиента». Это уже второй раз подряд, когда год называется «годом клиента».
2 апреля 2006 предоплаченный пакет Tempo перешёл на отображение цен, доступного кредита и другой информации в долларах США. Полностью изменились стартовые пакеты, перезарядные карты и способ представления цен абонентам. Оператор пошёл на такие крупномасштабные изменения впервые — так как с момента запуска пакета предоплаченной связи Tempo в апреле 2000 года в расчёте с абонентами использовались секунды и минуты. Во всей стране стартовые пакеты и перезарядные карты старого образца были заменены новыми. Уже купленные карты активировались, автоматически конвертируя состояние счёта в долларовый эквивалент.
В связи со сменой системы расчётов с абонентами на долларовый эквивалент, было объявлено что, несмотря на то что 2 апреля 2006 года попадает на воскресенье, все магазины Voxtel будут работать в режиме рабочего дня.
7 апреля 2006 года, то есть спустя почти 7 месяцев после запуска технологии GPRS, Voxtel запустил технологию EDGE. В маркетинговых целях всем услугам, предоставляемым на основе этой технологии оператор дал отдельное название — «Internet Mobil Online Turbo».
19 апреля на собрании акционеров принято решение провести ребрендинг в Orange.
27 апреля подключён 700-тысячный абонент.
14 мая по этому случаю состоялся ряд культурных мероприятий в 32 музеях, театрах, кинотеатрах и ночных клубов нескольких городов Молдавии. Абоненты оператора имели возможность бесплатно в пределах доступных 20 000 билетов посетить одно из мероприятий, отправив SMS. На Площади Великого Национального Собрания в Кишинёве состоялся концерт с участием Юлии Савичевой и группы «Gândul Mâţei».
30 июня была запущена услуга роуминга для абонентов пакета Tempo (Orange PrePay) с помощью технологии USSD.
14 июля был запущен GPRS-роуминг.
25 июля открыта возможность обмена MMS с другим GSM оператором.
20 октября количество абонентов составило 800 000.

### 2007 год

#### Запуск сети конкурента
7 февраля количество абонентов достигло 900 000.
1 марта 2007 года был запущен третий мобильный оператор — Unité, который работал в стандарте CDMA. Лицензия была получена им вне конкурса в июле 2006 года.

#### Ребрендинг

##### Предпосылки
В феврале 2006 года Moldtelecom продал все принадлежавшие ему ранее 10 % акций оператора другому акционеру — компании France Télécom. Таким образом доля France Télécom в операторе стала составлять 61 %. Данную покупку мажоритарный акционер объяснил долгосрочными интересами в развитии дочерней фирмы. Спустя 2 месяца — 19 апреля 2006 года, на собрании акционеров было решено произвести ребрендинг оператора, поменяв при этом его название на Orange и приведя всю символику в соответствие с международным брендом Orange.

##### Причины
Акционеры оператора объясняли причину принятия такого решения тем, что Voxtel динамично развивался и приблизился к высоким стандартам качества Orange. Также благодаря ребрендингу представится уникальный опыт, который обеспечил компании Orange международный успех.

##### Дальнейшие события

Процесс ребрендинга магазина Orange. 2006 - 2007 годы
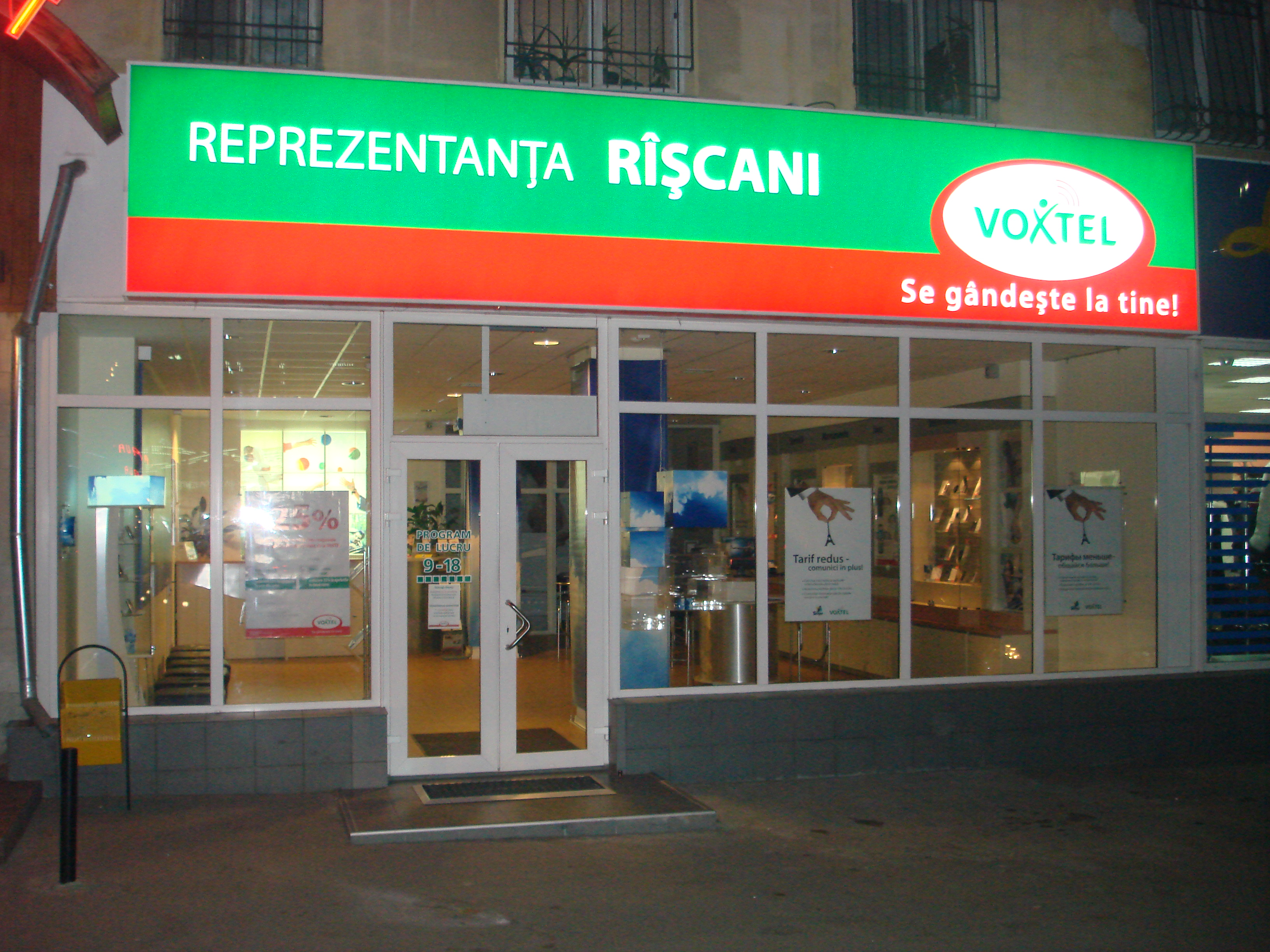
23 октября 2006 года
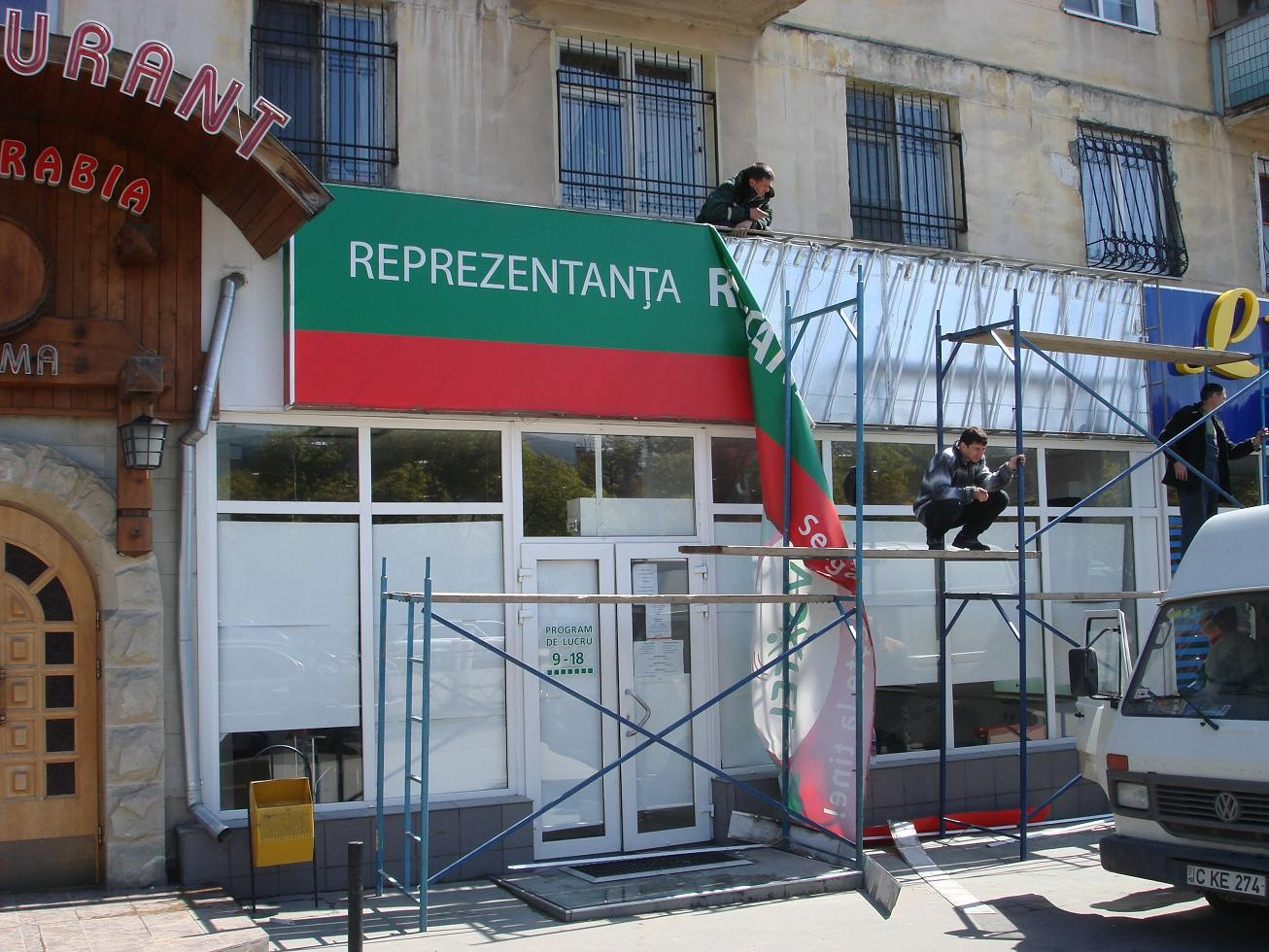
20 апреля 2007 года
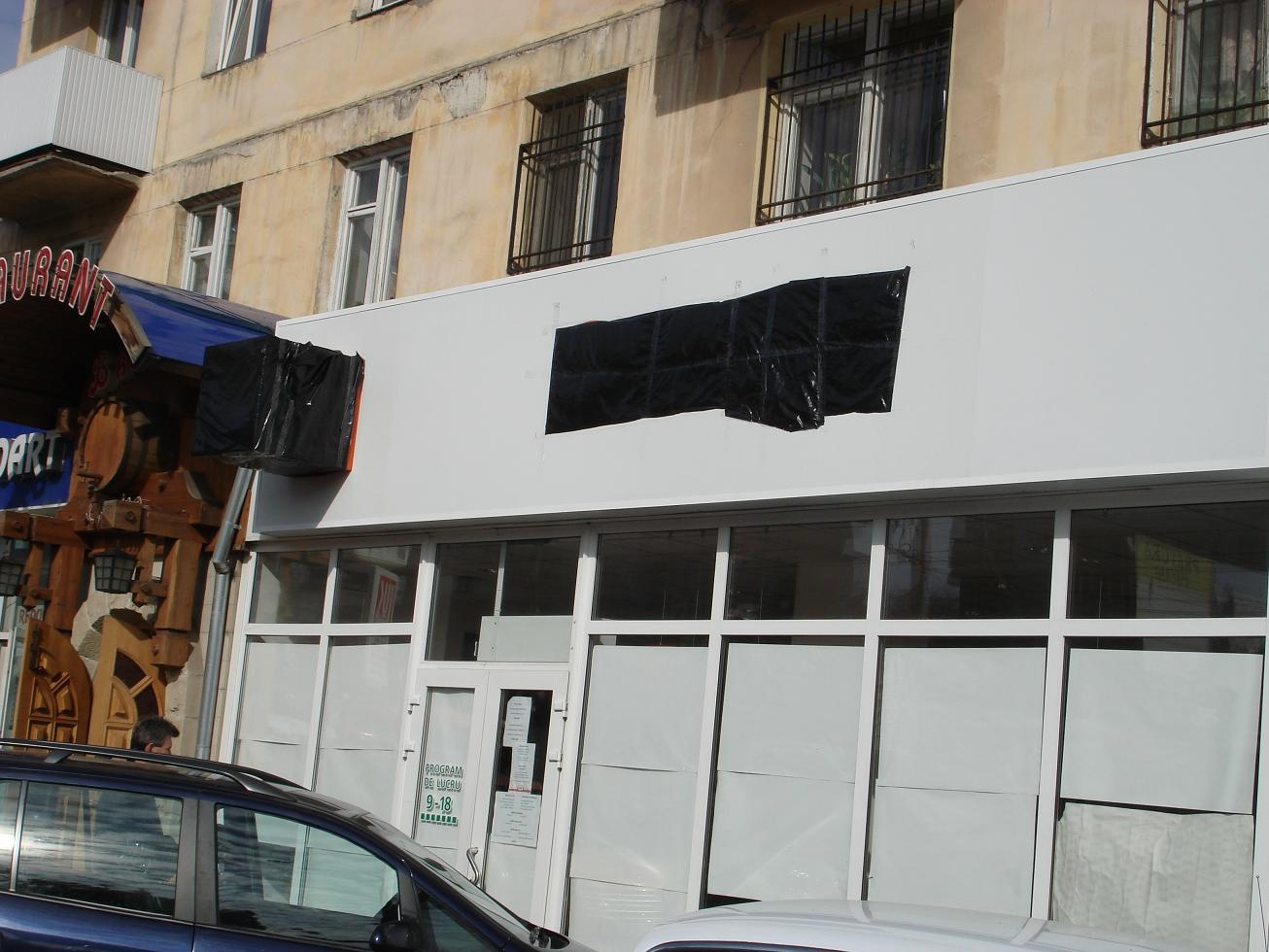
24 апреля 2007 года
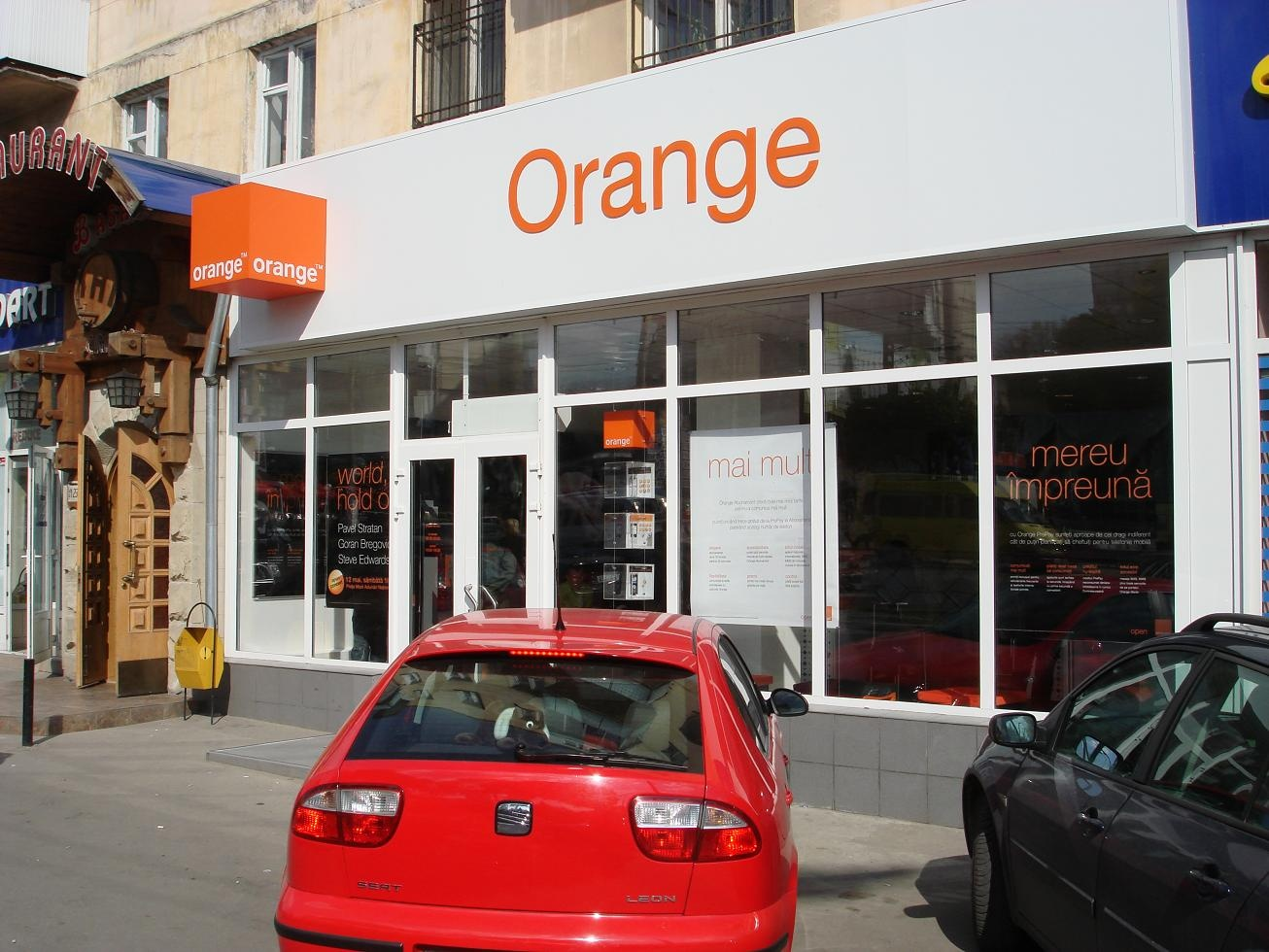
25 апреля 2007 года

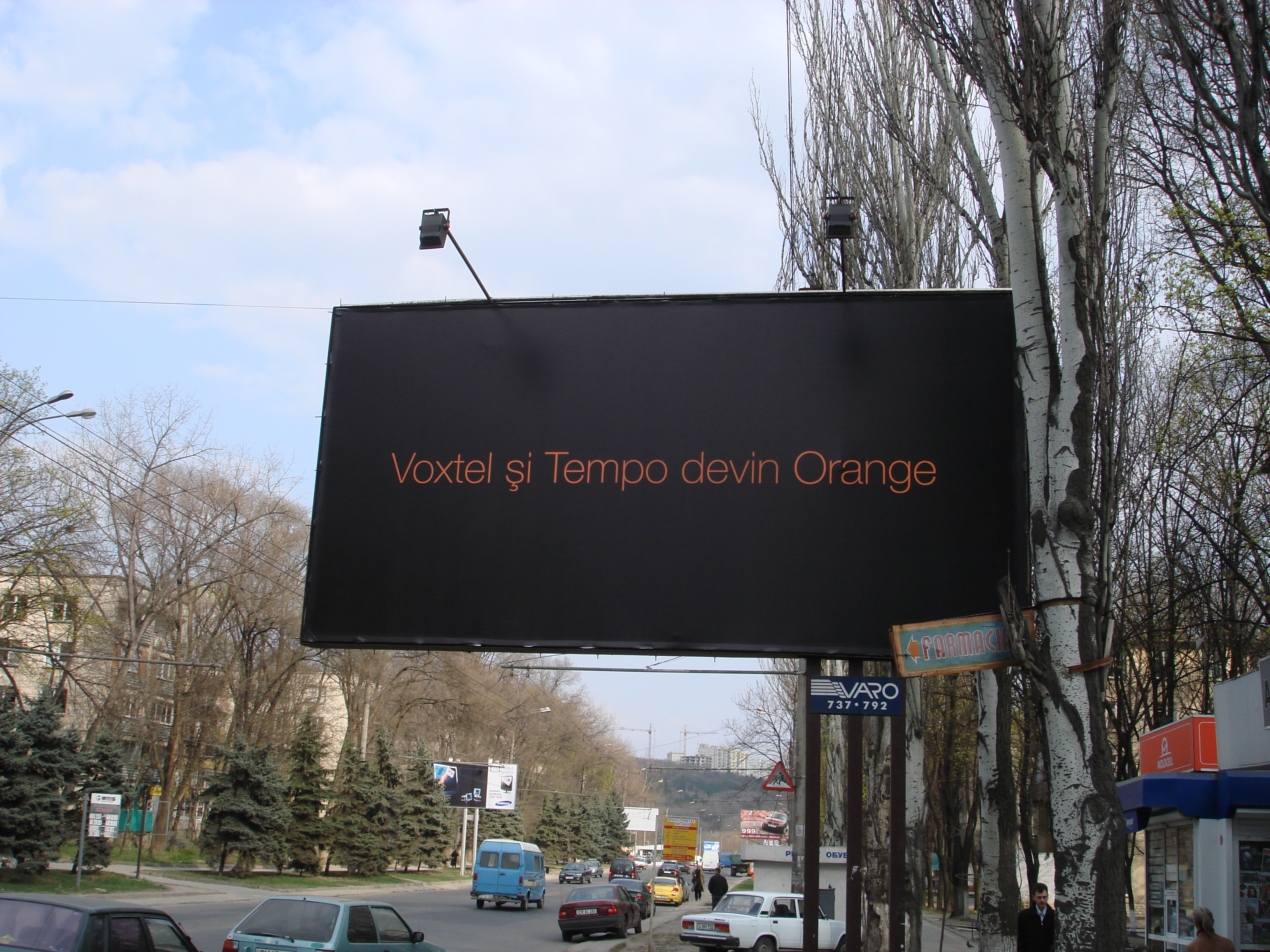
Реклама ребрендинга

До последнего момента подробности и дата завершения ребрендинга тщательно скрывались от общественности. Только 4 апреля 2007 года, благодаря начавшейся в стране рекламной кампании, стало известно что эта дата — 25 апреля 2007 года. Слова на рекламе «Voxtel и Tempo становятся Orange» (рум. Voxtel şi Tempo devin Orange) и «25 апреля» (рум. 25 aprilie) подразумевали, что торговые марки Voxtel и Tempo ликвидируются и с 25 апреля 2007 года все абоненты начнут обслуживаться под единым брендом Orange. В период с 21 по 24 апреля все абоненты получили SMS-сообщения с информацией о ребрендинге.

##### Orange в Молдавии
25 апреля 2007 года заработал официальный веб-сайт оператора. С этого момента оператор стал носить имя Orange. Уже утром этого дня все магазины, торговые точки открылись в новом обновлённом варианте. Это оператор называл «эффектом одной ночи», когда все легли спать с Voxtel, а проснулись уже с Orange. По заявлениям Orange, ребрендинг обошёлся оператору в 25 млн евро. Приход Orange в Молдавию был отпразднован 12 мая 2007 года концертом с участием Павла Стратана, Горана Бреговича и Стива Эдвардса. Кроме того, концерты с участием Павла Стратана прошли в четырёх городах Молдавии — 15 мая в Сороках, 16 мая в Бельцах, 17 мая в Унгенах и 18 мая в Кагуле.

#### Пост-ребрендинговый период
После завершения ребрендинга оператор стал проводить довольно агрессивную политику по продолжению завоевания мобильного рынка страны. Результатом этого стал стремительный рост абонентской базы и достижение её числа в 1 миллион к 4 июля 2007 года, что составило около 25 % населения Молдавии.
Кроме предоставления услуг мобильной связи оператор стал заниматься продажей мобильных телефонов. При подключении к абонементу Orange давалась дополнительная скидка на телефоны.
29 августа 2007 года компания Orange Moldova была официально объявлена Национальным агентством по защите конкуренции (НАЗК) монополистом на местном рынке услуг мобильной связи, предоставляемых на территории Республики Молдова.

#### Приход четвёртого оператора
Запуск сети Eventis в коммерческую эксплуатацию произошёл 21 декабря 2007 года.

### 2008 год — 3G+
21 апреля под девизом «Lucrurile bune continua» (в переводе с рум. — «Всё хорошее продолжается») расценки из долларов США были переведены в молдавские леи.
Национальное агентство по регулированию в области электронных коммуникаций и информационных технологий (НАРЭКИТ) Молдавии выдало первую в республике лицензию на оказание услуг связи третьего поколения (3G) GSM-оператору Orange Moldova, подконтрольному французской France Telecom. Согласно условиям лицензии, Orange Moldova, по окончании первого года работы с момента запуска услуг, должен был покрыть сетью 3G Кишинёв и Бэлць, в конце второго года деятельности — Комрат и райцентры Кагул, Орхей, Унгень и Сорока, в течение третьего — остальные 29 районных центров. Дальнейшее покрытие республики сетью зависело от спроса на услуги. Согласно постановлению правительства Молдавии, лицензия была предоставена на 15 лет с правом её последующего возобновления.
1 ноября 2008 года была запущена сеть UMTS с поддержкой HSPA в муниципиях Кишинёв и Бельцы. Через месяц покрытие было расширено на города Криуляны и Новые Анены. Начало эксклюзивных продаж Apple iPhone 3G.
11 ноября 2008 года состоялся запуск предложения по мобильному интернету — Orange Internet Acum.
16 декабря покрытие 3G+ появилось в городе Унгены, а также на международном таможенном пропускном пункте Леушены.
18 декабря 2008 года компания Orange Moldova приобрела 100 % пакет акций компании Telemedia Group SA.
24 декабря 3G+ от Orange появился в Дондюшанах, Окнице, Купчинь а также и на территории таможенных пропускных пунктов в Липканах, Криве и в Атаках.
Оператор начал предоставлять услуги аутсорсинга в рамках группы компаний Orange.

### 2009 год
В течение всего 2009 года расширялось покрытие сети в стандарте UMTS.
Orange стал главным спонсором Нелли Чобану на конкурсе Евровидение 2009.
В феврале Orange запустил новый способ оплаты — посредством платёжных терминалов.
Скорость передачи данных увеличилась до 21 мбит/с.

### 2010 год
В июле 2010 года Orange провёл публичную демонстрацию 4G сети в центре Кишинева.
В сентябре стартовали продажи iPhone 4.

### 2011 год
В мае Orange увеличил скорость доступа в интернет до 42 Мбит/с.

## Критика

### Нарушения в работе сети
С мая 2007 года частью абонентов было отмечено ухудшение качества голоса при звонках и уменьшение количества удачных дозвонов. Представители оператора объяснили данный факт резким увеличением голосового трафика в сети после апрельского снижения тарифов. Кульминацией стало полное блокирование до 75 % сети на период около трёх часов 14 августа 2007 года с 10:00 до 13:05. Впоследствии абоненты Orange Abonament получили компенсацию в размере 5 внутрисетевых минут после расчётного дня. В итоге в декабре 2007 года оператор перешёл на новый MSC (Mobile Switching Centre) — Центр Мобильной Коммутации.
1 августа 2008 года в 13:30 произошёл повторный выход из строя сети Orange. Полная работоспособность сети была восстановлена 2 августа 2008 года в 00:35. Технические неполадки, по версии оператора, возникли в результате грозы и ливня. В качестве компенсации абоненты Orange Abonament получили 30 минут переговоров и 5 % скидку на Abonament в следующий расчетный день. Абоненты Orange PrePay получили на счёт 10 лей.
Третий раз крупные технические неполадки в сети произошли 22 августа 2008 года. Предоставление услуг было приостановлено в Кишинёве и пригородах столицы начиная с 18:56. В то же время, как заявил оператор, в остальной части республики сеть функционировала в нормальном режиме. В 20:16 сеть начала работать и была полностью восстановлена. Сеть не работала в течение 1 часа 20 минут. На этот раз абоненты компенсации не получили, причины приведшие к проблемам также не были указаны. Оператор принёс извинения за доставленные неудобства.
Четвёртый раз функционирование сети в стандарте GSM было нарушено в муниципии Бельцы. 5 февраля 2009 года работоспособность сети в этом населённом пункте была приостановлена с 15:16 и восстановлена в 18:42 того же дня. Сеть не работала в течение 3 часов 26 минут. При этом сеть в стандарте UMTS работала в нормальном режиме. Оператор на официальном веб-сайте принёс извинения своим абонентам за причинённые неудобства.
Во время массовых беспорядков в Кишинёве 7—8 апреля 2009 года, Orange был обвинён в отключении мобильной связи своим абонентам по заказу правящей на тот момент Партии коммунистов Республики Молдова с целью недопущения вывода бо́льшего количества людей на акции протеста. Однако пресс-секретарь Orange Виктория Мустяцэ опровергла эту информацию и сказала, что проблемы со связью вызваны неподготовленностью оператора к большой нагрузке на сеть.

Подобные ситуация случаются в Новый год. Если мы их прогнозируем, то успеваем подготовиться и подключить специальное оборудование. Однако сейчас спонтанная акция привела к тому, что мы просто не можем справляться с такой нагрузкой на сеть. В данный момент мы пытаемся получить авторизацию для размещения специального оборудования.
— Виктория Мустяцэ, пресс-секретарь Orange 
 8 апреля 2009 года

### Другое
Для абонентов Orange PrePay служба поддержки по телефону предоставляется за плату в 1 лей за звонок.

## Статистика
Является крупнейшим по количеству абонентов и доходам оператором мобильной связи в Молдавии.

### Количество абонентов
При подсчёте количества абонентов на определённую дату учитываются все абоненты Orange Business и Orange Abonament (то есть, у которых подписан с оператором контракт), не имеющие долгов перед оператором, и абоненты Orange PrePay находящиеся в активном или пассивном режиме.

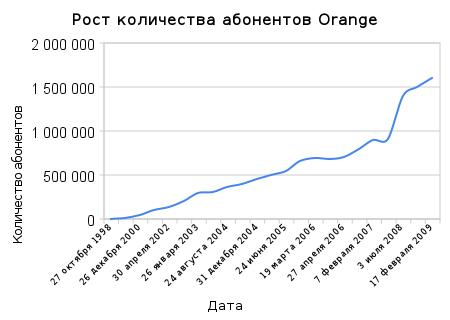
Изменение количества абонентов Orange

| Дата            | Количество абонентов | Ссылки        |
| --------------- | -------------------- | ------------- |
| 1 января 2010   | 1 826 000            | [ 62 ]        |
| 1 октября 2009  | 1 788 500            | [ 63 ]        |
| 1 июля 2009     | 1 766 000            | [ 64 ]        |
| 1 апреля 2009   | 1 722 000            | [ 65 ]        |
| 17 февраля 2009 | 1 600 000            | [ 66 ]        |
| 2 декабря 2008  | 1 500 000            | [ 67 ]        |
| 3 июля 2008     | 1 400 000            | [ 68 ]        |
| 3 апреля 2007   | 914 000              | [ 69 ]        |
| 7 февраля 2007  | 900 000              | [ 70 ]        |
| 20 октября 2006 | 800 000              | [ 71 ]        |
| 27 апреля 2006  | 700 000              | [ 72 ]        |
| 19 марта 2006   | 687 521              | [ 73 ]        |
| 31 декабря 2005 | 659 000              | [ 74 ]        |
| 24 июня 2005    | 542 000              | [ 75 ]        |
| 10 марта 2005   | 500 000              | [ 76 ]        |
| 31 декабря 2004 | 458 398              | [ 77 ] [ 78 ] |
| 25 октября 2004 | 400 000              | [ 79 ]        |
| 24 августа 2004 | 363 000              | [ 80 ]        |
| 12 февраля 2004 | 305 000              | [ 81 ]        |
| 26 января 2004  | 300 000              | [ 82 ]        |
| 20 декабря 2002 | 200 000              | [ 83 ]        |
| 30 апреля 2002  | 135 000              | [ 84 ]        |
| 22 марта 2002   | 125 000              | [ 85 ]        |
| 22 ноября 2001  | 100 000              | [ 86 ] [ 87 ] |
| 7 декабря 2000  | 50 000               | [ 88 ]        |
| 30 июня 1999    | 11 000               | [ 89 ]        |
| 27 октября 1998 | 0                    |               |

### Территория покрытия
на декабрь 2010 года:
- покрытие GSM/GPRS/EDGE — 99 % территории или 99,5 % населения Молдавии[90]
- покрытие UMTS/HSDPA (скорость скачивания 7,2 Мбит/с и скорость закачивания 2,0 Мбит/с) — 28 % территории Молдавии[91]
- покрытие UMTS/HSDPA (скорость скачивания 14,4 Мбит/с и скорость закачивания 5,76 Мбит/с) — 585 населённых пунктов Молдавии 74,1 % населения[92].

| Хронологический порядок запуска сети стандарта UMTS в первый год её работы (с 1 октября 2008 по 30 сентября 2009) | Хронологический порядок запуска сети стандарта UMTS в первый год её работы (с 1 октября 2008 по 30 сентября 2009) | Хронологический порядок запуска сети стандарта UMTS в первый год её работы (с 1 октября 2008 по 30 сентября 2009) | Хронологический порядок запуска сети стандарта UMTS в первый год её работы (с 1 октября 2008 по 30 сентября 2009) | Хронологический порядок запуска сети стандарта UMTS в первый год её работы (с 1 октября 2008 по 30 сентября 2009) |
| Район или АТО или муниципий                                                                                       | Населённый пункт                                                                                                  | Дата запуска (дд.мм.гггг)                                                                                         | Населённый пункт                                                                                                  | Дата запуска (дд.мм.гггг)                                                                                         |
| --- | --- | --- | --- | --- |
| raionul Anenii Noi Новоаненский район                                                                             | oraşul Anenii Noi город Новые Анены                                                                               | 02.12.2008 | comuna Mereni село Мерены                                                                                         | 08.05.2009 |
| raionul Anenii Noi Новоаненский район                                                                             | comuna Bulboaca село Бульбоки                                                                                     | 03.06.2009 | comuna Varniţa село Варница                                                                                       | 08.07.2009 |
| raionul Basarabeasca Бессарабский район                                                                           | oraşul Basarabeasca город Бессарабка                                                                              | 08.07.2009 | | |
| raionul Briceni Бричанский район                                                                                  | oraşul Lipcani город Липканы                                                                                      | 24.12.2008 | comuna Criva село Крива                                                                                           | 24.12.2008 |
| raionul Briceni Бричанский район                                                                                  | oraşul Briceni город Бричаны                                                                                      | 03.06.2009 | comuna Grimăncăuţi село Гриманкауцы                                                                               | 03.06.2009 |
| raionul Cahul Кагульский район                                                                                    | oraşul Cahul город Кагул*                                                                                         | 12.01.2009 | | |
| raionul Cantemir Кантемирский район                                                                               | покрытие сети стандарта UMTS в первый год отсутствовало                                                           | покрытие сети стандарта UMTS в первый год отсутствовало                                                           | покрытие сети стандарта UMTS в первый год отсутствовало                                                           | покрытие сети стандарта UMTS в первый год отсутствовало                                                           |
| raionul Călăraşi Каларашский район                                                                                | oraşul Călăraşi город Калараш                                                                                     | 08.05.2009 | comuna Tuzara село Тузара                                                                                         | 08.05.2009 |
| raionul Călăraşi Каларашский район                                                                                | comuna Seliştea Nouă село Новая Селиштя                                                                           | 08.05.2009 | comuna Mîndra село Мындра                                                                                         | 08.07.2009 |
| raionul Căuşeni Каушанский район                                                                                  | oraşul Căuşeni город Кэушень                                                                                      | 21.05.2009 | comuna Leuntea село Леонтьево*                                                                                    | 21.05.2009 |
| raionul Căuşeni Каушанский район                                                                                  | comuna Copanca село Копанка                                                                                       | 03.06.2009 | comuna Fîrlădeni село Фарладаны                                                                                   | 08.07.2009 |
| raionul Căuşeni Каушанский район                                                                                  | comuna Gîsca село Гыска*                                                                                          | 08.07.2009 | comuna Chircăieşti село Киркаешты                                                                                 | 08.07.2009 |
| raionul Căuşeni Каушанский район                                                                                  | comuna Hagimus село Хаджимус                                                                                      | 08.07.2009 | | |
| raionul Cimişlia Чимишлийский район                                                                               | oraşul Cimişlia город Чимишлия                                                                                    | 08.07.2009 | comuna Mihailovca село Михайловка                                                                                 | 08.07.2009 |
| raionul Criuleni Криулянский район                                                                                | oraşul Criuleni город Криуляны                                                                                    | 02.12.2008 | comuna Bălţata de Sus село Верхняя Балцата*                                                                       | 08.05.2009 |
| raionul Criuleni Криулянский район                                                                                | comuna Boşcana село Бошкана                                                                                       | 08.05.2009 | comuna Chetroasa село Кетросы                                                                                     | 08.05.2009 |
| raionul Criuleni Криулянский район                                                                                | comuna Ciopleni село Чоплены                                                                                      | 08.05.2009 | comuna Dubăsarii Vechi село Старые Дубоссары                                                                      | 08.05.2009 |
| raionul Criuleni Криулянский район                                                                                | comuna Mărdăreuca село Мардарьевка                                                                                | 08.05.2009 | comuna Porumbeni село Порумбены                                                                                   | 08.05.2009 |
| raionul Criuleni Криулянский район                                                                                | comuna Ratuş село Ратуш                                                                                           | 08.05.2009 | comuna Slobozia-Duşca село Слободзея-Душка                                                                        | 08.05.2009 |
| raionul Criuleni Криулянский район                                                                                | comuna Zolonceni село Золончены                                                                                   | 08.05.2009 | | |
| raionul Donduşeni Дондюшанский район                                                                              | oraşul Donduşeni город Дондюшаны*                                                                                 | 24.12.2008 | comuna Scăieni село Скаяны                                                                                        | 21.05.2009 |
| raionul Donduşeni Дондюшанский район                                                                              | comuna Tîrnova село Тырново                                                                                       | 21.05.2009 | | |
| raionul Drochia Дрокиевский район                                                                                 | oraşul Drochia город Дрокия                                                                                       | 21.04.2009 | comuna Ochiul Alb село Окюл-Алб                                                                                   | 08.07.2009 |
| raionul Drochia Дрокиевский район                                                                                 | comuna Nicoreni село Никорены                                                                                     | 08.07.2009 | | |
| raionul Dubăsari Дубоссарский район                                                                               | comuna Cocieri село Кочиеры                                                                                       | 08.05.2009 | comuna Ustia село Устье                                                                                           | 08.05.2009 |
| raionul Dubăsari Дубоссарский район                                                                               | comuna Coşniţa село Кошница                                                                                       | 08.05.2009 | comuna Corjova село Коржово                                                                                       | 08.05.2009 |
| raionul Dubăsari Дубоссарский район                                                                               | comuna Doroţcaia село Дороцкое                                                                                    | 22.05.2009 | | |
| raionul Edineţ Единецкий район                                                                                    | oraşul Cupcini город Купчинь                                                                                      | 24.12.2008 | oraşul Edineţ город Единцы                                                                                        | 08.05.2009 |
| raionul Edineţ Единецкий район                                                                                    | comuna Brătuşeni село Братушаны                                                                                   | 21.05.2009 | comuna Chetroşica Veche село Старая Кетрошика                                                                     | 21.05.2009 |
| raionul Edineţ Единецкий район                                                                                    | comuna Şofrîncani село Шофрынканы*                                                                                | 21.05.2009 | | |
| raionul Făleşti Фалештский район                                                                                  | oraşul Făleşti город Фалешты                                                                                      | 08.05.2009 | comuna Pîrliţa село Пырлица                                                                                       | 03.06.2009 |
| raionul Făleşti Фалештский район                                                                                  | comuna Răuţel село Рауцел                                                                                         | 03.06.2009 | | |
| raionul Floreşti Флорештский район                                                                                | oraşul Floreşti город Флорешты                                                                                    | 28.04.2009 | comuna Vărvăreuca село Варваровка                                                                                 | 03.06.2009 |
| raionul Floreşti Флорештский район                                                                                | comuna Cunicea село Кунича                                                                                        | 08.07.2009 | | |
| raionul Glodeni Глодянский район                                                                                  | покрытие сети стандарта UMTS в первый год отсутствовало                                                           | покрытие сети стандарта UMTS в первый год отсутствовало                                                           | покрытие сети стандарта UMTS в первый год отсутствовало                                                           | покрытие сети стандарта UMTS в первый год отсутствовало                                                           |
| raionul Hînceşti Хынчештский район                                                                                | comuna Leuşeni село Леушены*                                                                                      | 16.12.2008 | oraşul Hînceşti город Хынчешты                                                                                    | 21.05.2009 |
| raionul Hînceşti Хынчештский район                                                                                | comuna Buţeni село Буцены                                                                                         | 28.04.2009 | comuna Sărata-Galbenă село Сарата-Галбенэ                                                                         | 08.07.2009 |
| raionul Ialoveni Яловенский район                                                                                 | comuna Mileştii Mici город Малые Милешты                                                                          | 28.04.2009 | comuna Bardar село Бардар                                                                                         | 28.04.2009 |
| raionul Ialoveni Яловенский район                                                                                 | oraşul Ialoveni город Яловены                                                                                     | 21.04.2009 | | |
| raionul Leova Леовский район                                                                                      | comuna Borogani село Бороганы                                                                                     | 08.05.2009 | oraşul Leova город Леово                                                                                          | 04.03.2009 |
| raionul Leova Леовский район                                                                                      | comuna Iargara село Яргара                                                                                        | 08.07.2009 | | |
| raionul Nisporeni Ниспоренский район                                                                              | покрытие сети стандарта UMTS в первый год отсутствовало                                                           | покрытие сети стандарта UMTS в первый год отсутствовало                                                           | покрытие сети стандарта UMTS в первый год отсутствовало                                                           | покрытие сети стандарта UMTS в первый год отсутствовало                                                           |
| raionul Ocniţa Окницкий район                                                                                     | oraşul Ocniţa город Окница                                                                                        | 24.12.2008 | oraşul Otaci город Атаки                                                                                          | 24.12.2008 |
| raionul Ocniţa Окницкий район                                                                                     | comuna Vălcineţ село Волчинец                                                                                     | 08.05.2009 | comuna Călărăşeuca село Каларашовка                                                                               | 08.05.2009 |
| raionul Ocniţa Окницкий район                                                                                     | comuna Corestăuţi село Корестоуцы                                                                                 | 08.07.2009 | comuna Corestăuţi село Паустова                                                                                   | 08.07.2009 |
| raionul Orhei Оргеевский район                                                                                    | oraşul Orhei город Оргеев                                                                                         | 24.04.2009 | | |
| raionul Rezina Резинский район                                                                                    | oraşul Rezina город Резина                                                                                        | 08.07.2009 | | |
| raionul Rîşcani Рышканский район                                                                                  | oraşul Rîşcani город Рышканы                                                                                      | 08.05.2009 | | |
| raionul Sîngerei Сынжерейский район                                                                               | oraşul Sîngerei город Сынжерей                                                                                    | 28.04.2009 | | |
| raionul Soroca Сорокский район                                                                                    | oraşul Soroca город Сороки                                                                                        | 04.03.2009 | comuna Rubleniţa село Рубленица                                                                                   | 08.07.2009 |
| raionul Soroca Сорокский район                                                                                    | comuna Iorjniţa село Иоржница                                                                                     | 08.07.2009 | | |
| raionul Străşeni Страшенский район                                                                                | comuna Sireţi село Сирець                                                                                         | 28.04.2009 | comuna Scoreni село Скорены                                                                                       | 28.04.2009 |
| raionul Străşeni Страшенский район                                                                                | oraşul Cojuşna город Кожушна                                                                                      | 21.04.2009 | oraşul Străşeni город Страшены                                                                                    | 24.04.2009 |
| raionul Şoldăneşti Шолданештский район                                                                            | oraşul Şoldăneşti город Шолданешты                                                                                | 08.07.2009 | | |
| raionul Ştefan Vodă Штефан-Водский район                                                                          | comuna Cioburciu село Чобурчи                                                                                     | 21.05.2009 | comuna Talmaza село Талмаз                                                                                        | 21.05.2009 |
| raionul Ştefan Vodă Штефан-Водский район                                                                          | oraşul Ştefan Vodă город Штефан-Водэ                                                                              | 21.05.2009 | comuna Slobozia село Слободзея                                                                                    | 03.06.2009 |
| raionul Ştefan Vodă Штефан-Водский район                                                                          | comuna Căplani село Капланы                                                                                       | 03.06.2009 | comuna Olăneşti село Оланешты                                                                                     | 03.06.2009 |
| raionul Ştefan Vodă Штефан-Водский район                                                                          | comuna Volontiri село Волонтировка                                                                                | 03.06.2009 | | |
| raionul Taraclia Тараклийский район                                                                               | comuna Tvardiţa село Твардица                                                                                     | 08.07.2009 | | |
| raionul Teleneşti Теленештский район                                                                              | oraşul Teleneşti город Теленешты                                                                                  | 08.07.2009 | | |
| raionul Ungheni Унгенский район                                                                                   | oraşul Ungheni город Унгены                                                                                       | 16.12.2008 | | |
| mununicipiul Bender муниципий Бендеры                                                                             | municipiul Bender муниципий Бендеры                                                                               | 08.07.2009 | | |
| municipiul Bălţi муниципий Бельцы                                                                                 | municipiul Bălţi муниципий Бельцы                                                                                 | 01.11.2008 | | |
| municipiul Chişinău муниципий Кишинёв                                                                             | municipiul Chişinău муниципий Кишинёв                                                                             | 01.10.2008 | oraşul Durleşti город Дурлешты                                                                                    | 24.04.2009 |
| municipiul Chişinău муниципий Кишинёв                                                                             | oraşul Cricova город Криково                                                                                      | 21.04.2009 | comuna Bubuieci село Бубуечь                                                                                      | 28.04.2009 |
| municipiul Chişinău муниципий Кишинёв                                                                             | comuna Truşeni село Трушены                                                                                       | 28.04.2009 | oraşul Vadul lui Vodă город Вадул-луй-Водэ                                                                        | 08.05.2009 |
| UTA Stînga Nistrului АТО Левобережье Днестра                                                                      | oraşul Dubăsari город Дубоссары*                                                                                  | 08.05.2009 | comuna Parcani село Парканы                                                                                       | 08.07.2009 |
| UTA Găgăuzia АТО Гагаузия                                                                                         | oraşul Comrat город Комрат                                                                                        | 12.01.2009 | oraşul Ceadîr Lunga город Чадыр-Лунга                                                                             | 08.07.2009 |
| UTA Găgăuzia АТО Гагаузия                                                                                         | comuna Baurci село Баурчи                                                                                         | 08.07.2009 | comuna Gaidar село Гайдар                                                                                         | 08.07.2009 |
| * некоторые населённые пункты изначально были покрыты частично                                                    | | | | |

### Международный роуминг

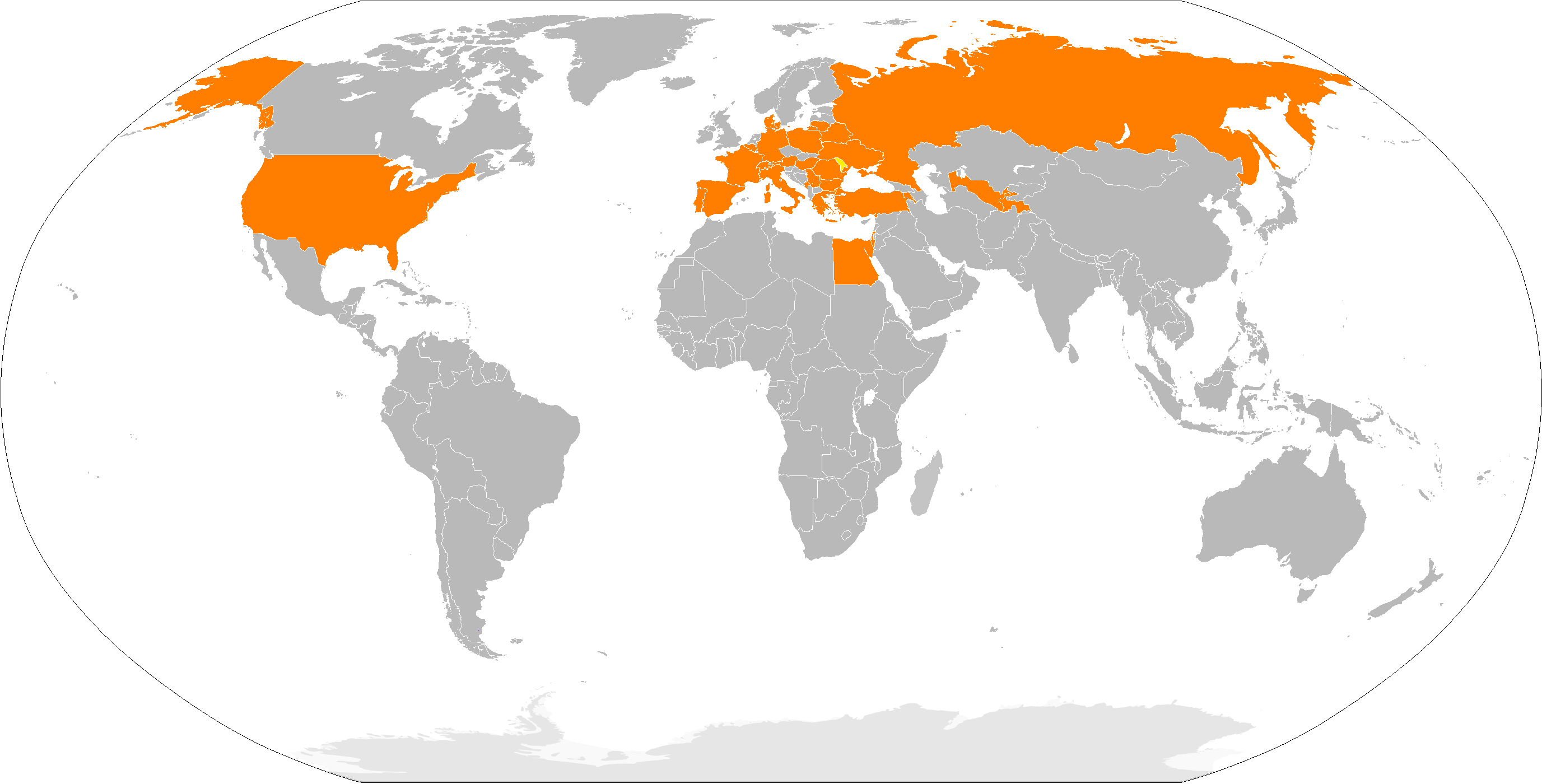
Молдова
Страны, где доступна услуга роуминга для абонентов Orange PrePay

- роуминг для абонентов Orange Abonament в 136 странах в сетях 291 операторов[94]
- роуминг для абонентов Orange PrePay в 47 странах в сетях 84 операторов[95]
- Data-роуминг для абонентов Orange Abonament в 65 странах в сетях 159 операторов[96]
- Data-роуминг для абонентов Orange PrePay — отсутствует.

### Коммерческая
- 25 магазинов Orange, 7 из которых в муниципии Кишинёв, 3 в муниципии Бельцы, 2 в городе Сороки, 1 в муниципии Комрат, и по одному в городах Единцы, Кэушень, Бричаны, Кагул, Оргеев, Унгены, Резина, Хынчешты, Флорешты, Глодяны, Дрокия, Фалешты[97].
- 90 магазинов—партнёров Orange[97]
- 1600 пунктов продаж Orange PrePay[98]

## Тарифы

### Orange PrePay
В Orange PrePay отсутствует абонентская плата. Существуют 3 тарифных плана — «Standard», «Вечера и Выходные» и «Оптим». На данный момент доступен для подключения только «Оптим».

### Orange Abonament
Существует 15 тарифных планов — 7 Orange Abonament Classic и 6 Orange Abonament Intensiv, 1 Abonament Fluture, 8 Abonament Delfin, 4 Abonament Panteră. Во всех предусмотрена ежемесячная абонентская плата. С 16 апреля 2019 они заменены 6 тарифными планами — 2 GO и 4 Nelimitat. Подключиться на старые абонементы невозможно.

### Orange Business
Тарифы для корпоративных клиентов Orange Business имеют возможность льготного общения внутри созданной закрытой группы пользователей (CUG — closed user group) и контроля счёта (Cost Control). Также существуют 8 абонементов — 2 Business Pro и 6 Business Nelimitat. Доступны только юридическим лицам.

### Orange Internet Acum
Мобильный интернет посредством модемов. Голосовые услуги полностью заблокированы. С 01.12.2018 прежние тарифы были исключены из оферты Orange и заменены тарифами «Internet Acum 4G». Это было сделано «для упрощения и повышения эффективности процесса администрирования абонементов, предлагаемых Orange, и, как следствие, улучшения качества обслуживания клиентов».

## Услуги

### Доступные для всех
- Видео звонки — видеозвонки внутри Молдавии и на ряд международных мобильных операторов.
- Transfer Credit — перевод денег между счетами абонентов.
- Orange Chat — мобильный чат.
- Голосовая почта — система ответа на телефонные звонки посредством голосового сообщения.
- Кто звонил? — получение по SMS информации о звонках поступавших во время когда телефон был выключен или не в зоне покрытия.
- SMS — отсылка и приём текстовых сообщений.
- MMS — отсылка и приём мультимедийных сообщений.
- Internet Mobil — мобильный интернет.
- Orange Plus — меню навигации по развлекательным услугам.
- Orange World — портал интернет-услуг.
- опции Orange World — возможность заказать определённое количество SMS/MMS/интернет трафика.
- InfoCurier — услуга информации о событиях и новостях.
- Услуга информации — интерактивный автоответчик по услугам и предложениям оператора.
- Короткие номера — бесплатные или платные короткие номера для активации услуг или экстренной помощи.
- Flirt — развлекательная услуга по переписке с партнёрами.
- Развлекательные — «Кукла Cleopatra», «Мой Секретный Привет», шутки, цитаты, афоризмы, «Знаете ли?», «Дети говорят удивительные вещи» и другие.
- Определение номера (CLIP) — определение номера телефона звонящего.
- Ограничение связи (CLIR) — скрытие собственного номера телефона при осуществлении звонка.
- Звонок в режиме ожидания (Call waiting) — во время разговора возможность ответа на второй звонок оставив при этом первый ожидать.
- Удержание звонка (Call holding) — во время разговора возможность ответа на второй звонок не прерывая первый.

### Доступные только для Orange PrePay
- Любимые Номера — дешёвые звонки и SMS на три выбранных внутрисетевых номера.
- Опции PrePay — предварительный заказ различного количества минут для звонков по определённым направлениям и в определённое время суток.
- SMS-пакеты — предварительный заказ и оплата определённого количества текстовых сообщений SMS.
- Пакеты Orange World — предварительный заказ и оплата определённого количества SMS, MMS и мобильного интернета.
- Звони ещё месяц — возможность продления срока действия номера.
- PrePay за границей (USSD-роуминг) — возможность пользования телефоном в сети других операторов за пределами страны.
- PrePay роуминг — роуминг на основе технологии CAMEL.
- Orange Help — «Позвони мне», «Перезаряди меня», «Запасной кредит».
- PrePay меню — управление счётом, тарифными опциями и другими настройками.
- Магический номер — низкий тариф на звонки на один внутрисетевой номер при пользовании Orange PrePay более 6 месяцев.
- Услуга информации — автоответчик по услугам и предложениям оператора.

### Доступные только для Orange Abonament и Orange Business
- International — скидка 25 % на звонки в одну или две тарифные зоны.
- Роуминг — возможность пользования номером телефона в сети других операторов за пределами страны.
- Dual SIM — два номера Orange на одной SIM-карте
- Опция SMS — заказ определённого количества текстовых сообщений
- Опции Internet mobil — ежемесячный заказ и оплата определённого количества SMS, MMS и мобильного интернета.
- Переадресация звонков (Call forwarding) — перенаправление входящего звонка на любой номер внутри страны.

## Сотрудничество со знаменитостями
- Балан, Дан Михайлович
- Горан Брегович
- Джета Бурлаку
- Патрисия Каас
- Владимир Кузьмин
- Юлия Савичева
- Клеопатра Стратан
- Павел Стратан
- Нелли Чобану
- Сезария Эвора
- Стив Эдвардс
- группа «The Attic»
- Aura
- группа «Gândul Mâţei»
- группа «Tokio»
- группа «Zdob şi Zdub»
- Лара Фабиан
- Оля Тира и Sun Stroke Project
- Above & Beyond

## Спонсорство
- Финансовая поддержка лучших студентов страны на конкурсе «Заслуженные стипендии» в 2004—2009 гг.
- Совместно с ООН с 19 по 21 октября 2007 участвовал в акции поддержки больных СПИДом.
- Поддержка певицы Джета Бурлаку в конкурсе Евровидение 2008
- Поддержка певицы Нелли Чобану в конкурсе Евровидение 2009

25 ноября 2009 года открылся «Фонд Orange» (рум. Fundaţia Orange), созданный для консолидации всех проектов компании направленных на благотворительность и инвестирующий в три основных сегмента: здравоохранение, образование и культуру.

## Конкуренты
Прямыми конкурентами Orange являются:
- Moldcell — оператор мобильной связи работающий в стандартах GSM и UMTS;
- Eventis — оператор мобильной связи работавший в стандарте GSM (с 21 декабря 2007 до января 2010);
- Unité — оператор мобильной связи работающий в стандарте CDMA и UMTS;
- IDC — оператор мобильной связи работающий в стандарте CDMA на территории Приднестровья.

Косвенными конкурентами Orange можно также назвать:
- Moldtelecom — крупнейший национальный оператор фиксированной связи и интернет-провайдер;
- StarNet — интернет-провайдер и оператор фиксированной связи;
- SunCommunications — интернет-провайдер и оператор фиксированной связи.